# Фредерік Трамп
Фредерік Трамп (англ. Frederick Trump, уроджений Якоб Фрідріх Трумпф, нім. Jakob Friedrich Trumpf; 14 березня 1869, Кальштадт, Баварське королівство  — 30 травня 1918, Нью-Йорк, Нью-Йорк, США) — німецько-американський бізнесмен, патріарх родини Трампів і дід Дональда Трампа, 45-го і 47-го президента США.
Народився у Баварському королівстві, а 1885 року іммігрував до США. 1891 року почав спекулювати нерухомістю в Сіетлі. Під час Клондайкської золотої лихоманки переїхав на Юкон і розбагатів, керуючи рестораном і будинком розпусти для шахтарів у Вайтгорсі.
1901 року повернувся в Кальштадт і одружився з Елізабет Кріст. Оскільки його імміграцію до США пов'язували з ухилянням від військової служби, 1905 року уряд Баварії позбавив його громадянства. Тому разом із родиною повернувся до США.
Працював перукарем і менеджером готелю і почав купувати нерухомість у Квінзі, але 1918 року помер під час пандемії грипу.

## Раннє життя

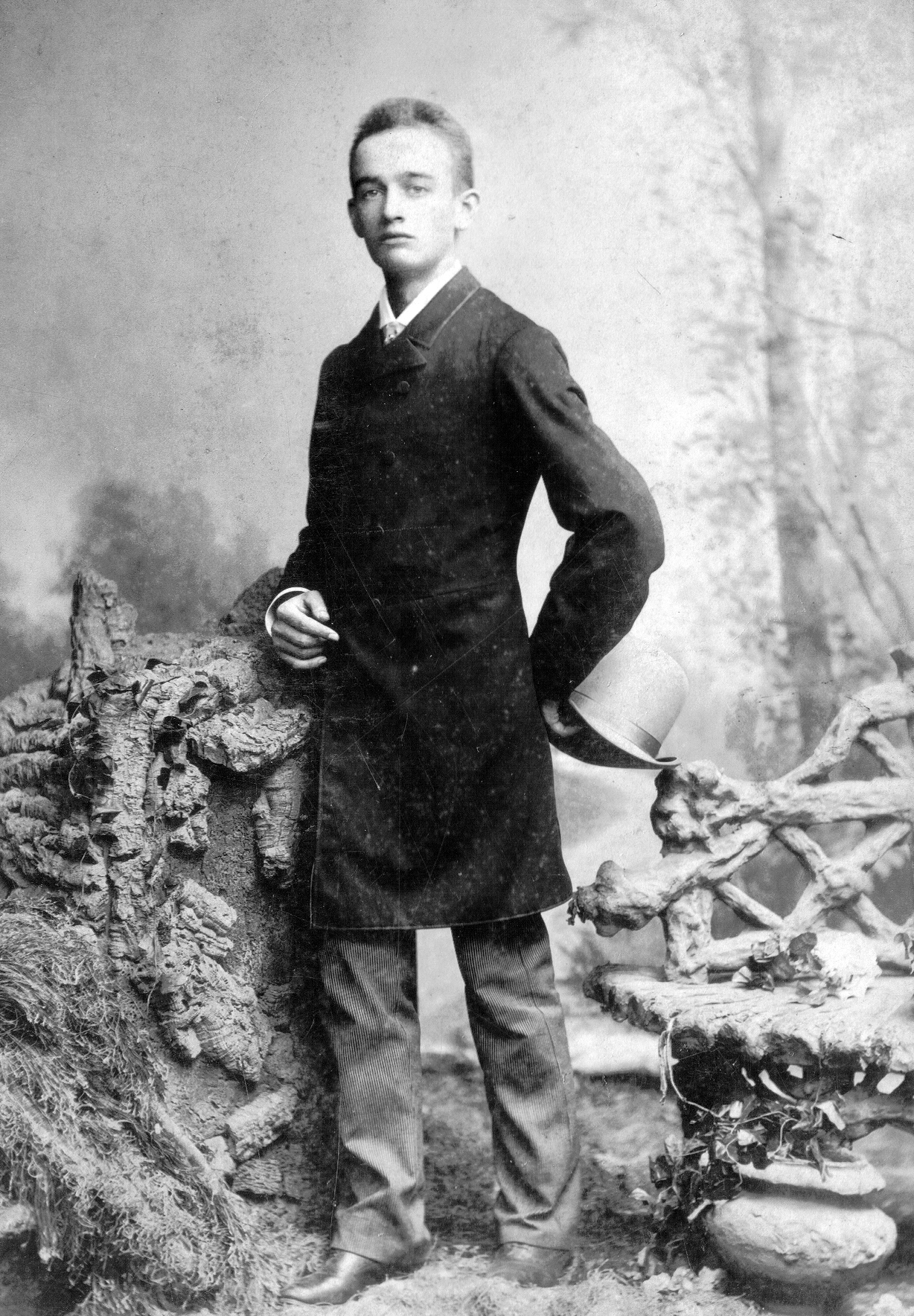
Фридрих Трумп, 1887 рік

Народився в Кальштадті, Пфальц (тоді Баварське королівство) у сім'ї Крістіана Йоганнеса Трумпа (1829—1877) та Катаріни Кобер (1836—1922):28. Стосовно конфесії село було лютеранським:28–29.
Першим відомим предком Трампа — Йоганн Філіп Друмпфт або Трумп (1667—1707, батьки і місце народження не зареєстровано), який одружився з Юліаною Марією Роденрот. У пари народився син Йоганн Себастьян Трумп (1699—1756). Син Йоганна Себастьяна Йоганн Пауль Трумп (1727—1792) народився в Бобенхаймі-ам-Берг.
Перший зв'язок родини з Кальштадтом можна встановити за онуком Йоганна Себастьяна Йоганном Трумпом (1789—1836), який народився в Бобенгаймі-ам-Берг і одружився в Кальштадті, де також помер. Пфальц, тоді відносно бідний регіон, був знаним своїм виноградарством ще з часів Римської імперії.
У 1816—1918 роках, коли Баварія стала називатися вільною державою, Пфальц був її частиною. 1871 року Баварія увійшла до складу новоствореної Німецької імперії. Через війну й антинімецької дискримінації у США син Трампа, Фред, заперечував своє німецьке коріння, стверджуючи, що його батько був шведом із Карлстада, Швеція. Цю версію повторив син Фреда, Дональд, у своїй автобіографії 1987 року.
Після 10-річної боротьби з емфіземою легень 6 липня 1877 року, у 48 років, помер батько Фридриха, Крістіан Йоганнес, залишивши сім'ю в великих боргах через витрати на лікування:28. П'ятеро з шести дітей працювали на сімейних виноградниках, Фридриха вважали занадто хворим для такої важкої праці:29. 1883 року, коли йому було 14 років, мама відправила його в сусідній Франкенталь працювати учнем цирульника й опанувати це ремесло.
Протягом двох з половиною років працював без вихідних під керівництвом перукаря Фридриха Ланга. Після закінчення навчання повернувся до Кальштадта, села з приблизно 1000 жителями. Він швидко зрозумів, що потребує додаткового заробітку. Також його мали призвати на військову службу в Імперську армію Німеччини. Він вирішив іммігрувати до США, пізніше сказавши: «Я погодився з мамою, що маю поїхати до Америки»:30. Багато років потому члени його родини розповідали, що він таємно пішов уночі, залишивши матері записку:30–31. Внаслідок втечі від обов'язкової строкової служби для всіх громадян, пізніше був виданий королівський указ про його вигнання з країни.

## Імміграція до США

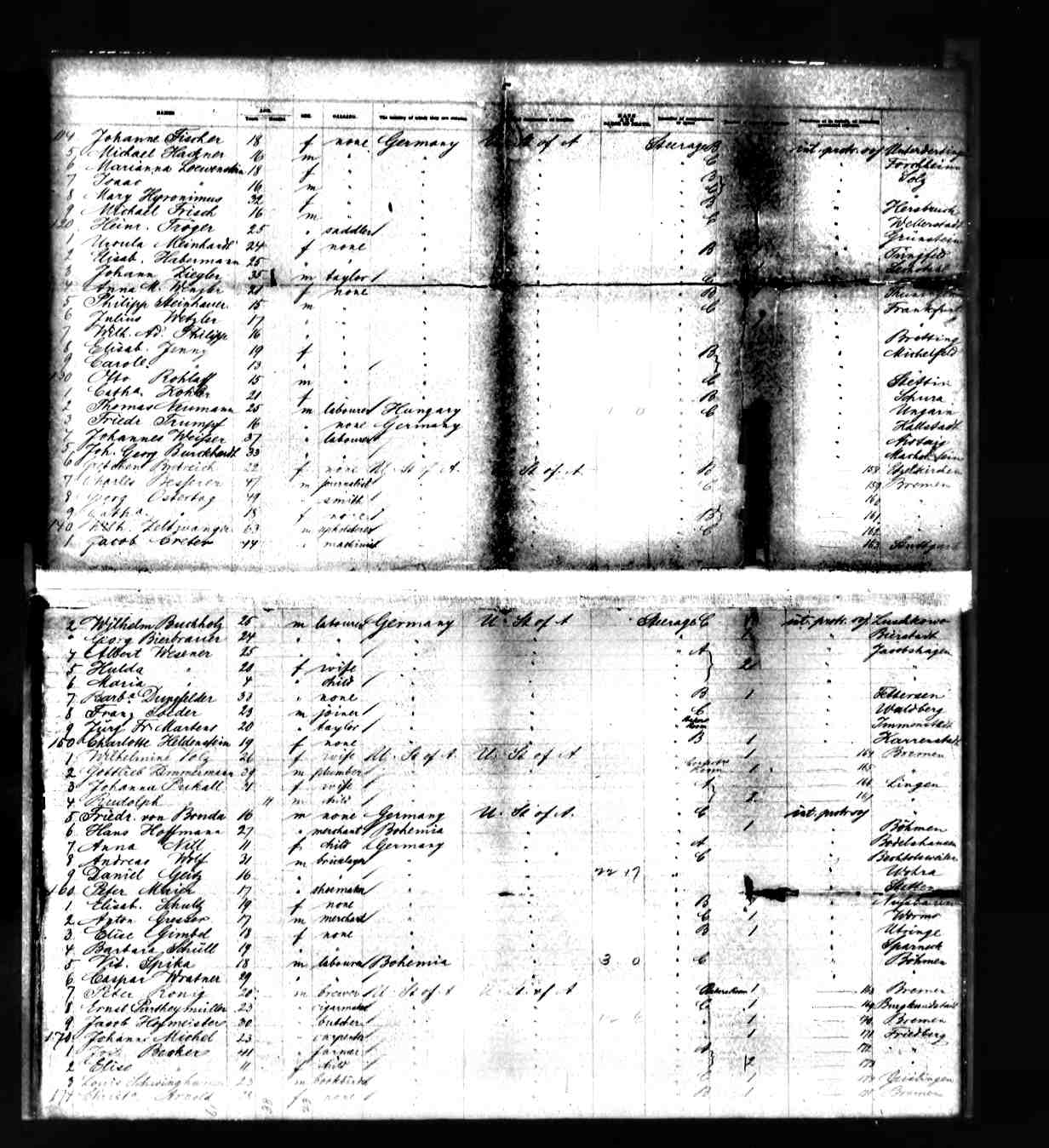
Імміграційні записи США. Рядок 133 зазначає «Friedr. Trumpf.» 16 років, народився в Кальштадті, Німеччина.

1885 року, у 16 років, Трумп іммігрував через Бремен, Німеччина, до США на борту пароплава Eider, який вирушив 7 жовтня:32 і прибув до депо посадки іммігрантів Castle Garden у Нью-Йорку 19 жовтня. Оскільки він не відслужив обов'язкові два роки в армії, його імміграція була заборонена баварським законодавством. В імміграційних записах США його ім'я вказано як «Фрідр. Трумпф» (Friedr. Trumpf), а професія не вказувалася. Переїхав до своєї старшої сестри Катаріни, яка іммігрувала 1883 року:31, та її чоловіка Фреда Шустера, виходця з Кальштадту. Усього через кілька годин після прибуття він зустрів німецькомовного перукаря, який шукав працівника:25 і наступного дня почав працювати:34. Шість років працював перукарем, а жив зі своїми родичами в Нижньому Іст-Сайді Мангеттену, по сусідству з багатьма пфальцькими німецькими іммігрантами, на Форсайт-стріт, 76:33. Оскільки експлуатаційні витрати збільшились, вони переїхали на 606 Східну 17-ту вулицю :37 і на 2012 Другу авеню:39.
1891 році переїхав до Сіетла, у новоприйнятий американський штат Вашингтон. На свої заощадження у кілька сотень доларів купив заклад харчування «Poodle Dog», який перейменував у «Dairy Restaurant», і замінив столи, стільці та посуд. Розташований на Вашингтон-стріт, 208, ресторан знаходився в центрі Піонерської площі Сіетла; Вашингтон-стріт називали «лінією», на якій розміщувались різноманітні салони, казино та будинки розпусти. Біограф Гвенда Блер назвала його «вогнищем сексу, випивки та грошей, [це] було беззаперечним центром розваг у Сіетлі»:41. У ресторані подавали їжу й алкогольні напої. У рекламі говорилося про «кімнати для дам», поширений евфемізм для проституції:50. 1892 року Трамп отримав громадянство США:94 і проголосував на перших президентських виборах у Вашингтоні:50. До початку 1893 року жив у Сіетлі:59.
14 лютого 1894 року продав свій ресторан, а в березні переїхав до молодого шахтарського містечка Монте-Крісто, штат Вашингтон, в окрузі Сногоміш на північ від Сіетла. 1889 року там знайшли поклади золота та срібла, що в майбутньому дало б можливість власникам земель розбагатіти. Багато старателів переїхали сюди з цією надією. Чутки про фінансові інвестиції мільйонера Джона Рокфеллера у територію Еверетта, створили перебільшені очікування щодо потенціалу цього регіону:53–58.
Перед від'їздом з Сіетла Трамп купив 40 акрів (16 га) землі на плато Пайн-Лейк, 12 миль (19 км) на схід від міста за 200 доларів, що стало першою великою покупкою нерухомості родини Трамп:59. У Монте-Крісто він вибрав ділянку землі, де пізніше побудували залізничну станцію. Він планував там побудувати готель, але вважав ціну 1000 доларів за акр занадто високою. Натомість подав позов, сподіваючись отримати у власність землю з великою кількістю покладів золота, що дозволило б йому претендувати на виняткові права на корисні копалини без потреби платити за них:60. Іншим претендентом на цю землю був мешканець Еверетта Ніколас Рудбек. У той час Генеральне земельне управління США було корумпованим. Попри відсутність права у Трампа будувати на цій землі, він швидко купив матеріали, щоб побудувати новий пансіон і керувати подібно до ресторану. Він ніколи не намагався видобувати золото на землі, зате давав можливість старателям відпочивати перед роботою:61. У липні 1894 року Рудебек подав заяву на реєстрацію землі та відправив агента для збору орендної плати. Однак, це було невдалим рішенням, оскільки жителі Монте-Крісто не занадто дотримувались законів:66. Трамп нарешті купив землю у грудні 1894 року:69. У Монте-Крісто 1896 року його обрали мировим суддею з результатом 32 проти 5:71.
Роки активного видобутку показали, що в Монте-Крісто було не таким багатим на золото та срібло, як вважалося:68, а у серпні 1894 року Рокфеллер відмовився від більшої частини своїх інвестицій у цю територію, що призвело до «вибуху бульбашки Еверетта»:67. До весни 1896 року більшість робітників покинули Монте-Крісто. Трамп потерпав від нестачі працівників і від скорочення доходів. Він профінансувавши двох старателів у Юконі, Канада, в обмін на те, що вони зроблять ставку на його ім'я:72. У липні 1897 року до Сан-Франциско та Сіетла прибули човни, навантажені золотом, що дало початок Клондайкській золотій лихоманці. Тисячі людей кинулися туди в надії розбагатіти:73. Трамп продав більшу частину своєї власності в Монте-Крісто через кілька тижнів і повернувся до Сіетла:74.

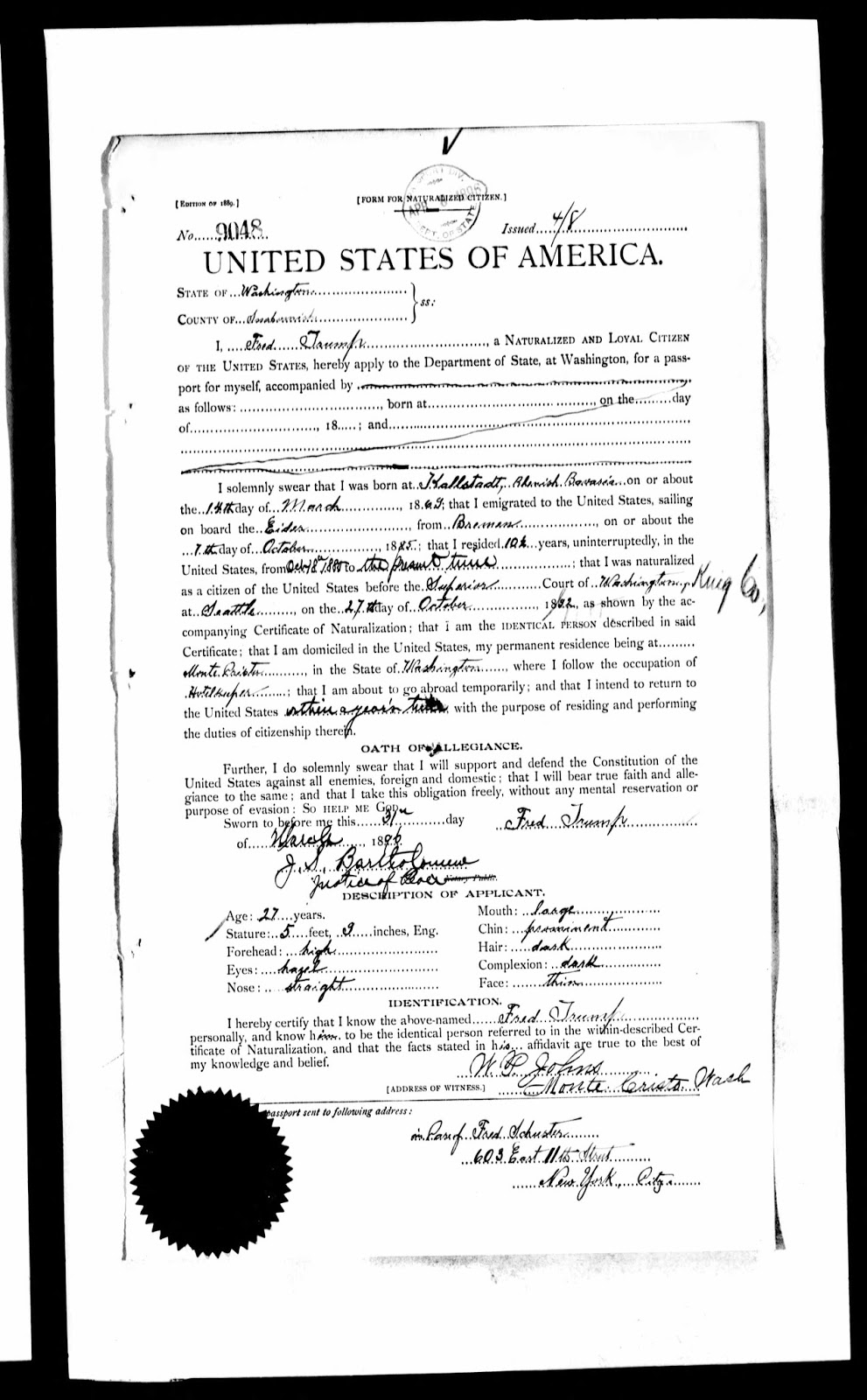
Заява на отримання паспорта Фридриха Трумпа, 1896 рік

У Сіетлі відкрив новий ресторан на Черрі-стріт, 207. Бізнес йшов настільки добре, що Трамп виплатив закладну за чотири тижні. 7 липня двоє старателів, яких фінансував Трамп, заявили про свої права на Ганкер-Крік, притока Клондайку. Витративши 15 доларів на реєстрацію, наступного дня вони продали половину за 400 доларів. Через тиждень інший продав свою частину за 1000 доларів:77. 20 вересня вони заявили про свої права у Дедвуд-Крік. У жовтні частина була продана за 150 доларів, а інша у грудні — за 2000 доларів. Однак невідомо, чи Трамп отримав дохід від тих операцій. До початку 1898 року він заробив достатньо грошей, щоб самостійно поїхати на Юкон:79.
Він купив усе необхідне, розпродав решту власності в Монте-Крісто та Сіетлі та передав свої 40 акрів на плато Пайн-Лейк своїй сестрі Луїзі:78. 1900 року Луїза продала нерухомість за 250 доларів:80. Взимку після від'їзду Трампа з Монте-Крісто місто постраждало від найсильніших лавин і повеней, і цього разу Рокфеллер відмовився відновлювати важливу залізницю до Еверетта:79.

### Клондайська золота лихоманка
За словами Блер, Трамп вирушив на Юкон, не маючи планів займатися видобутком корисних копалин:81. Ймовірно, він подорожував маршрутом Білий перевал:83, яка складалася зі сумнозвісної «стежки мертвих коней», названу так через вершників, які били батогом тварин так сильно, що ті падали мертвими на стежку та залишалися розкладатися. Навесні 1898 року Трамп і ще один шахтар Ернест Левін відкрили наметовий ресторан уздовж стежки. Блер писала, що «частою стравою була свіжозабита, швидко заморожена конина»:84.

У травні 1898 року Трамп і Левін переїхали до Беннета, Британська Колумбія, міста, знаного тим, що старателі будували човни, щоб дістатися Доусона. У Беннетті Трамп і Левін відкрили ресторан і готель «Arctic», де пропонували вишукані страви, нічліг і секс в одному з наметів:85. «Arctic» також спочатку розміщувалася в наметі, але зі збільшенням попиту на готель і ресторан переїхав у двоповерхову будівлю. У лист до газети «Yukon Sun» писали:
Для самотніх чоловіків в «Arctic» є чудове житло, а також найкращий ресторан у Беннетті, але я б не радив поважним жінкам залишатися на ніч, оскільки вони можуть почути те, що буде для них огидно – і вимовлено також розпусницями.
Заклад працював цілодобово та рекламувала «кімнати для дам», у яких стояли ліжка та ваги для вимірювання золотого пилу. Місцеві правоохоронці терпимо ставились до цієї діяльності, якщо не було зайвої уваги:86.
Після завершення 1900 року White Pass and Yukon Railway, залізниці між Скагвеєм, Аляска, і Вайтгорсом, Юкон, Трамп заснував у Вайтгорсі ресторан і готель «White Horse Restaurant and Inn»:87–88. Будівлю на Фронт-стріт перевезли на баржі і відкрилися у червні:88–89.
Новий ресторан, став частиною одного з найбільших сталеварних заводів у регіоні, готував 3000 страв на день. У закладі облаштували також місце для азартних ігор. Попри величезний фінансовий успіх між Трампом і Левіним виник конфлікт через пияцтво Левіна. Вони розірвали ділові відносини у лютому 1901 року, але помирилися в квітні. Приблизно в той час місцева влада оголосила про заборону проституції, азартних ігор й алкоголю. Проте заходи відклали на прохання бізнесу. Через неминучу загрозу його бізнесу Трамп продав свою частку ресторану Левіну та покинув Юкон:90–91. У наступні місяці Левіна заарештували за публічне пияцтво та відправили у в'язницю, а ресторан і готель перейшли королівській поліції:92. Ресторан згорів під час пожежі 1905 року. Блер писала, що «знову в ситуації, яка пророкувала великі неприємності, [Фредеріку Трампу] вдалося вийти переможцем»:93.

## Шлюб і сім'я
1901 року повернувся до Кальштадта як заможна людина. Біограф Блер сказав, що «бізнес, пов'язаний із задоволенням потреб клієнтів у їжі, напоях і жіночому спілкуванні, було йому властиво»:94. Невдовзі він познайомився з Елізабет Кріст (1880—1966), дочкою колишнього сусіда, і зробив їй пропозицію; вона була на одинадцять років молодша за Трампа. Мати Трампа не схвалювала Кріст, оскільки вважала її сім'ю нижчим соціальним класом. Трамп і Кріст одружилися 26 серпня 1902 року і переїхали до Нью-Йорка:95.
У Нью-Йорку Трамп знайшов роботу перукаря, менеджера ресторану та готелю. Подружжя жило на Вестчестер-авеню, 1006, у німецькомовному районі Моррісанія в Бронксі. 30 квітня 1904 року у них народилася дочка Елізабет. У травні 1904 року подав у Нью-Йорку заявку на американський паспорт, щоб подорожувати з дружиною та дочкою, у заявці він вказав свою професію «господар готелю». Через сильну тугу за домівкою Елізабет-старшої родина повернулася до Німеччини того ж року:96. У Німеччині Трамп поклав у банк свої заощадження у розмірі 80 000 марок, що дорівнює 641 438 доларам США у 2023 році:96.

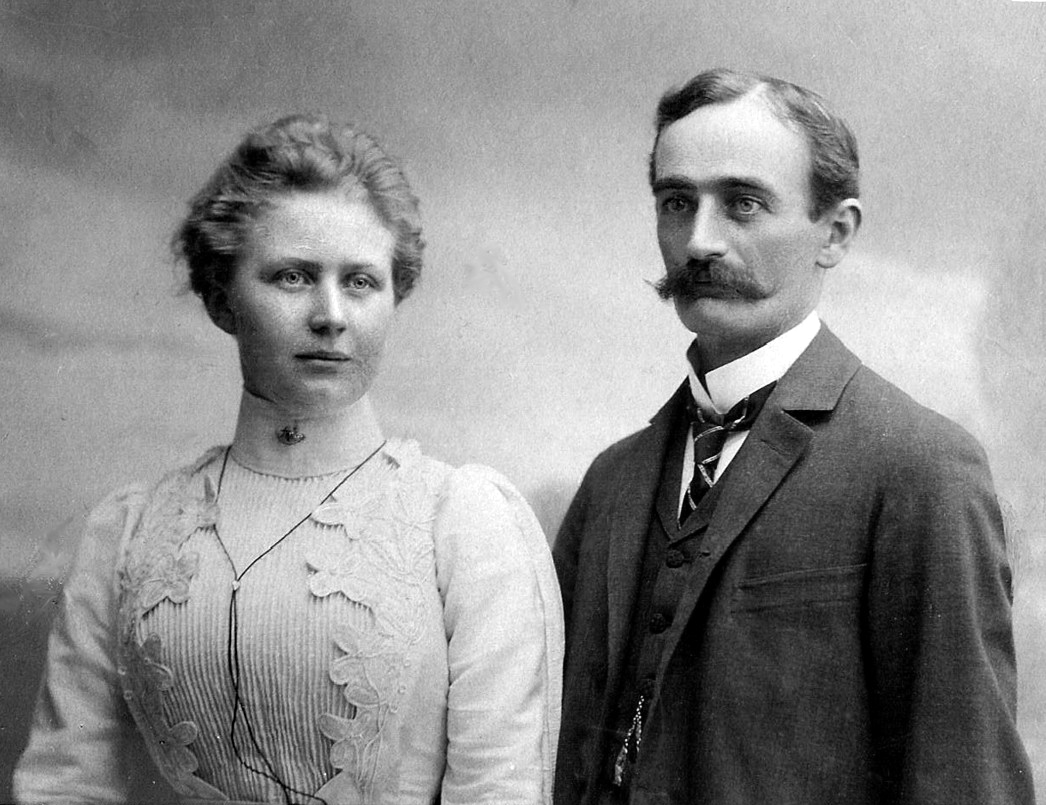
Елізабет Кріст і Фредерік Трамп, 1902 рік

Після прибуття сім'ї до Німеччини, влада Баварії встановила, що Трамп емігрував, щоб уникнути військової служби, і його класифікували як ухилянта:98. 24 грудня 1904 року Міністерство внутрішніх справ розпочало розслідування з метою вислання Трампа з Німеччини. Офіційно вони встановили порушення резолюції Королівського міністерства внутрішніх справ № 9916, закон 1886 року, який карав імміграцію до Північної Америки задля уникнення військової служби втратою баварського і, отже, німецького громадянства:99. У лютому 1905 року виданий королівський указ за яким Трамп мав залишити країну протягом восьми тижнів через еміграційну справу й ухиляння від військової служби. Трамп звертався до уряду з проханням дозволити йому залишитися, але отримав відмову:100.
Сім'я вирушили до Нью-Йорка 30 червня 1905 року:102. Їхній син Фред народився 11 жовтня 1905 року в Бронксі, Нью-Йорк:110. 1907 року у них народився другий син Джон. Пізніше того ж року родина переїхала до Вудгейвена, Квінз. У Квінзі Трамп відкрив перукарню на Волл-стріт, 60 на Мангеттені:110.

## Подальше життя і смерть

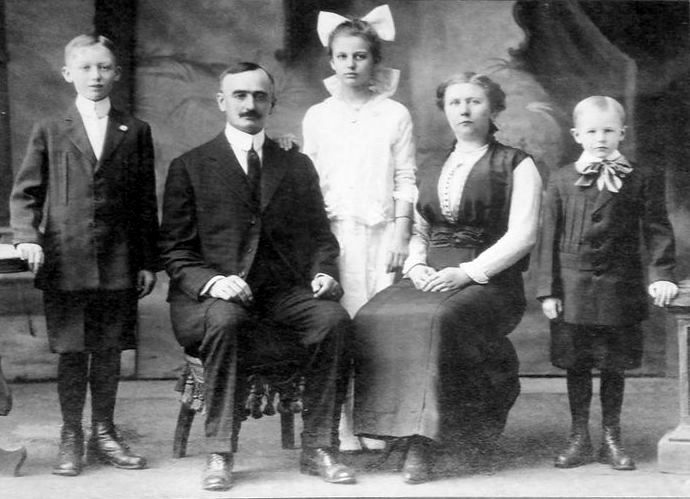
Фредерік Трамп (2-й зліва) з сім'єю, прибл. 1915

1908 року Трамп купив нерухомість на Ямайка-авеню в Вудгейвені. За два роки він оселився там з сім'ю, здаючи в оренду кілька кімнат. Він також працював менеджером готелю «Medallion» на розі Шостої авеню та 23-ї вулиці:112. Трамп планував купувати більше землі, але під час Першої світової війни тримався в тіні через повсюдні антинімецькі настрої:113–115.
За словами біографа сім'ї Трампа Гвенди Блер: «29 травня 1918 року він гуляв зі своїм сином Фредом і раптово відчув себе дуже погано, йому організували постільний режим. Наступного дня він помер. Початковий діагноз пневмонія, згодом виявився одним із перших випадків іспанського грипу»:116. Але, згідно з його свідоцтвом про смерть, Трамп відвідував лікаря з 23 травня 1918 року і помер вранці 30 травня від пневмонії та нефриту.
Джерела розходяться щодо розміру маєтку Трампа: Гвенда Блер стверджує, що його активи включали 2-поверховий будинок із 7 кімнатами в Квінзі; 5 незабудованих ділянок; $4000 заощаджень; $3600 в акціях; і 14 іпотечних кредитів, загалом його статки становлять 31 359 доларів США:118, тоді як його правнучка Мері Л. Трамп оцінила його в еквіваленті $300 000 станом на 2021 рік. Дружина і син Фред продовжили його проєкти в сфері нерухомості, створивши Elizabeth Trump & Son.

## Прізвище
В імміграційних записах США за жовтень 1885 року його ім'я зазначалося як Фрідр. Трумпф (Friedr. Trumpf). Вперше зареєстроване прізвище Трамп з'являється через 25 років у записах перепису населення США 1910 року. У своїй книзі «Трампи» біограф Гвенда Блер згадує Ганнса Друмпфа, який 1608 року оселився в Кальштадті. Його нащадки змінили призвіще з Друмпфа на Трамп під час Тридцятилітньої війни. У статті «Deutsche Welle» 2015 року стверджується, що Блер сказала в інтерв'ю, що дідуся Трампа звали Фридрих Друмпф, що суперечить твердженням у її попередній книзі. За даними транспортної асоціації Кальштадта, Друмпф було оригінальним написанням прізвища сім'ї, але його змінили на Трумп до створення реєстру населення французькою владою після завоювання Лівого берега Рейну (1798—1814). Вебсайт Snopes наводить джерела, які свідчать про те, що прізвище родини колись було Друмпф, але згадує суперечність щодо часу, коли його змінили.